# Црква Светог Вазнесења Господњег у Жаркову
Храм Светог Вазнесења Господњег је српска православна црква која се налази у насељу Жарково у градској општини Чукарица и припада београдско-карловачкој архиепископији. Црквена слава је Спасовдан која је и крсна слава Жаркова и града Београда.

## Вазнесење Господње (Спасовдан)
Спасовдан или Вазнесење Христово је хришћански празник, који се слави у 40. дан након Васкрса.
По хришћанском веровању, васкресењем Господ је показао да је јачи од смрти и 40. дана од васкрсења његови су се ученици налазили за трпезом. Тог дана им се Христос поново јавио и рекао:
Викицитати „Идите по свему свети и проповедајте Еванђелије сваком створењу. Ко поверује и крсти се, биће спасен, а ко не поверује биће осуђен.”
Да би у томе успели Христос им је обећао Духа Утешитеља, и заповедио да до силаска Духа Светога не излазе из Јерусалима. Тако су могли пренети Христову веру у свет и тиме људство спасавати у вери - одатле назив Спасовдан. Подигнутих руку Христос је ученике и благословио након чега се почео узносити на небо - Узнесење, тако се, завршивши дело спасења, вратио Богу на небесима.

## Историјат и хронологија изградње храма
- 1929. године потекла је иницијатива за изградњу храма
- 1930. године формиран је црквени одбор за подизање цркве.
- 1936. године започетак је изградња храма Светог Вазнесења Господњег по благослову патријарха српског Варнаве, а радови на храму су завршени 1938. године
- 1936. године 7.септембра су освештани темељи цркве од стране епископа Саве Трлајића
- 1938. године 2. тј. 15. маја је освештана црква од стране Његове Светости патријарха српског Гаврила Дожића.
- 1940. године изграшен је први иконостас за храм, а направио га је дуборезац Благоје Милојевић, иконе је правио Александар Тројицки, а звона је израдио Живо Бурић.
- 1941. године за време рата Немци су од црквене порте направили војну базу, а ташадњег проту и неколико људи који су били при цркви одвели у логор.
- 1966. године започето је живописање храма
- 1977. године пошумљен је већи део црквеног плаца
- 1983. године-1987. године грађен је парохијским дом а пројектовао га је Мирољуб Рајућ.
- 1992. године-1995. године изграђена је црквена зидана ограда
- 1997. године-1998. године обнавњана је конструкција храма
- 2010. године изграђен је летњиковац посвећен Светом Николи.
- 2012. године започетак је обнова фресака у храму, благословом Његове Светости патријарха српског Иринеја

Пројектант који је радио на изградњи храма био је Виктор Лукомски, један од најпознатијих архитеката, који је поред храма Светог Вазнесења Господњег пројектовао и Српску патријаршију, Храм Светог Саве у Београду, Руски дом и многа друга зданња широм Београда. Средства од 850.000 динара је обезбедила општина села Жаркова, што је био "редак случај да се храм подигне општинским новцем".